# Nicholas Building (Toledo, Ohio)
El Nicholas Building es un edificio de 76 metros de altura y 17 plantas ubicado en 608 Madison Avenue en la ciudad de Toledo (Ohio), concretamente en Downtown Toledo. Fue el edificio más alto de la ciudad durante 7 años, desde su finalización en 1906 hasta la finalización del edificio Riverfront Apartments en 1913. Es actualmente el séptimo edificio más alto de Toledo.

## Historia

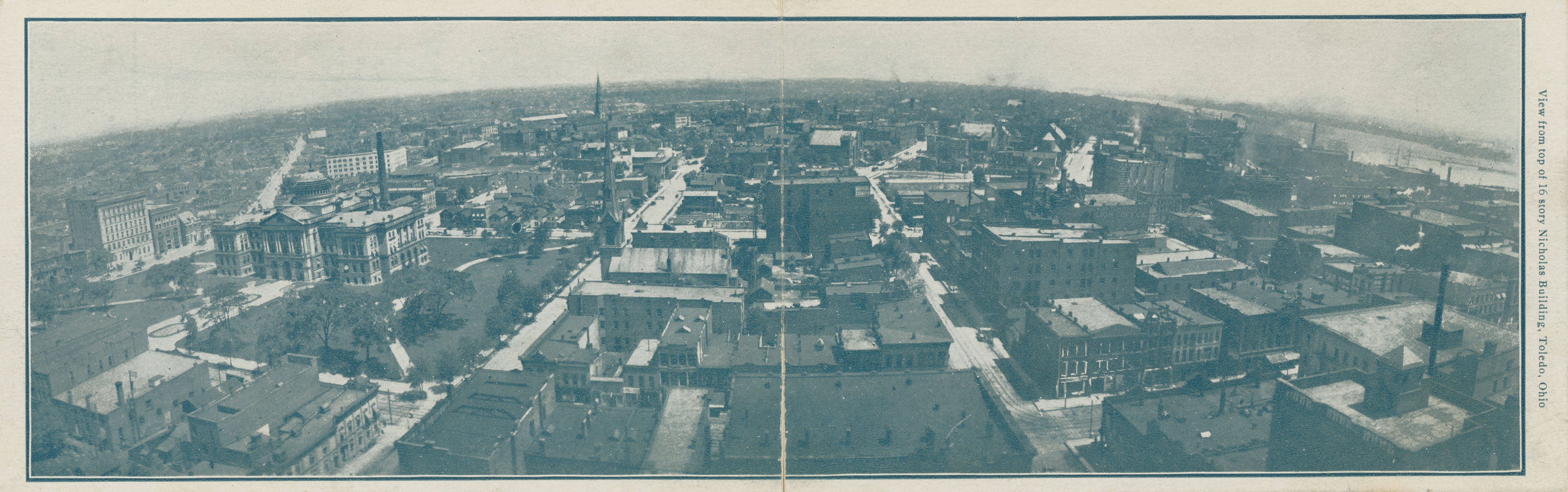
Vistas desde el Nicholas Building, (sin fecha)

El edificio fue construido en 1906 por los socios comerciales locales AL Spitzer y CM Spitzer.  Los primos Spitzer nombraron al edificio en honor a su abuelo, Nicholas Spitzer. El edificio fue diseñado por Norval Bacon y Thomas Huber, socios del estudio de arquitectura toledano de Bacon & Huber. El edificio fue descrito en 1910 como uno de los "edificios de oficinas más grandes y modernos del noroeste ", el área conocida hoy como los estados del este del centro norte.